# Садовое (Волгоградская область)
Садо́вое — село в Быковском районе Волгоградской области России, единственный населённый пункт и административный центр Садовского сельского поселения.

## География
Посёлок расположен в Заволжье. Районный центр — рабочий посёлок Быково, расположен в 40 километрах восточнее, по трассе путь составляет около 43 км.

## История
По состоянию на 1 января 1936 года в составе Быковского района находился среди прочих и Сталинский сельский совет с центром в селе Сталино. Такое положение сохранялось и в 1945, 1949, 1955 годах.
На основании решения Волгоградского облисполкома от 14 декабря 1961 года № 23/597 Сталинский сельсовет был переименован в Садовский сельсовет, село Сталино в село Садовое Садовского сельсовета Быковского района. В 1962 г. указом Президиума Верховного Совета РСФСР село Сталино переименовано в село Садовое.
После этого территориальных изменений в административно-территориальном статусе села не происходило — оно продолжало оставаться административным центром Садовского сельского поселения Быковского района.
C 2005 года село является административным центром и единственным населённым пунктом Садовского сельского поселения.

## Население
| 2010 | 2012 | 2013 | 2014 | 2015 | 2016 | 2017 |
| ---- | ---- | ---- | ---- | ---- | ---- | ---- |
| 466  | ↘463 | ↘461 | ↘444 | ↘437 | ↗441 | ↘439 |
| 2018 | 2019 | 2020 | 2021 |      |      |      |
| ↘430 | ↗513 | ↘500 | ↗509 |      |      |      |

## Инфраструктура
В селе есть магазин, фельдшерско-акушерский пункт, Садовская средняя общеобразовательная школа (на 2011 год обучалось 50 человек), отделение почтовой связи 404064,.
Село газифицировано в 2010 году.